# تانيا ديل ريو
تانيا ديل ريو (بالإنجليزية: Tania del Rio)‏ هي كاتبة قصص مصورة ورسامة كارتون أمريكية، ولدت في 16 نوفمبر 1979.

## وصلات خارجية
- الموقع الرسمي